# Again (白石桔梗の曲)
『again』（アゲイン）は、2008年4月30日発売の日本の歌手・白石桔梗の2枚目のシングル。発売元はGIZA studio。

## 解説
- 「CDのみ」の1形態で発売された。
- 作曲にGARNET CROWの古井弘人を迎えた作品であり、古井の作曲提供作品は上木彩矢「Always」以来である。
- 表題曲の「again」は、テレビ東京「給与明細」のエンディングテーマ、TVK・KBS「DANCE SHUFFLE」オープニングテーマ。
- コンピレーションアルバム「GIZA studio 10th Anniversary Masterpiece BLEND 〜FUN Side〜」に収録される。なお、現在の「白石乃梨」ではなく、当時の名義となる。
- 白石は本作について「R&Bのダークな感じのアレンジになっていて、イメージとしては自分なりの人生の浮き沈みをイメージしています」とコメントしている[1][2]。

## 批評
本作のディレクターを担当した寺尾広は「白石のダンスもやはりジャズがベーシックですが、どこかミステリアスです。それはトラックがヒップホップに根ざしたものになっていながらもどこかオリエンタルでエスニックなフレーズをエッセンスにしているからでしょう」とコメントしている。

## 収録曲
1. again
作詞：白石桔梗　作曲：白石桔梗・古井弘人　編曲：古井弘人・中沢昭宏
2. サクラ咲く
作詞・作曲：白石桔梗　編曲：中沢昭宏